# Гойгереєв Бекхан Салавдінович
Бекхан Салавдінович Гойгере́єв (рос. Бекхан Салавдинович Гойгереев; нар. 22 травня 1987, селище Баммат'юрт Хасав'юртівського району, Дагестанська АРСР, СРСР) — російський борець вільного стилю. чемпіон світу, срібний призер чемпіонату Європи, переможець Універсіади-2013 в Казані. Заслужений майстер спорту Росії з вільної боротьби.

## Життєпис
За національністю чеченець. Боротьбою займається з 2000 року. Особисті тренери: Мінтулаєв О. С., Ірбастханов В. І. Визнаний найкращим атакуючим і найефективнішим борцем Чемпіонату світу з боротьби 2013 року.
Нагороджений Почесною грамотою Президента Російської Федерації (19 липня 2013 року).

## Спортивні результати на міжнародних змаганнях

### Виступи на Чемпіонатах світу
| Змагання                        | Збірна | Вагова категорія          | Місце  |
| ------------------------------- | ------ | ------------------------- | ------ |
| Чемпіонат світу з боротьби 2013 | Росія  | вільна боротьба, до 60 кг | Золото |

### Виступи на Чемпіонатах Європи
| Змагання                         | Збірна | Вагова категорія          | Місце  |
| -------------------------------- | ------ | ------------------------- | ------ |
| Чемпіонат Європи з боротьби 2014 | Росія  | вільна боротьба, до 61 кг | Срібло |

### Виступи на інших змаганнях
| Змагання                                     | Збірна | Вагова категорія          | Місце  |
| -------------------------------------------- | ------ | ------------------------- | ------ |
| Турнір Олександра Медведя 2011               | Росія  | вільна боротьба, до 60 кг | Срібло |
| Турнір Алі Алієва 2011                       | Росія  | вільна боротьба, до 60 кг | Бронза |
| Київський Міжнародний турнір з боротьби 2012 | Росія  | вільна боротьба, до 60 кг | 17     |
| Золотий Гран-прі з боротьби 2012 (Баку)      | Росія  | вільна боротьба, до 60 кг | 8      |
| Інтерконтнентальний кубок з боротьби 2012    | Росія  | вільна боротьба, до 60 кг | Бронза |
| Гран-прі «Іван Яригін» 2014                  | Росія  | вільна боротьба, до 61 кг | Срібло |
| Меморіал Вацлава Циолковського 2014          | Росія  | вільна боротьба, до 61 кг | Срібло |
| Кубок Рамзана Кадирова 2014                  | Росія  | вільна боротьба, до 61 кг | Золото |
| Турнір Яшара Догу 2015                       | Росія  | вільна боротьба, до 65 кг | 24     |
| Гран-прі «Іван Яригін» 2016                  | Росія  | вільна боротьба, до 61 кг | 14     |
| Турнір Олександра Медведя 2016               | Росія  | вільна боротьба, до 61 кг | Срібло |
| Меморіал Вацлава Циолковського 2016          | Росія  | вільна боротьба, до 61 кг | Бронза |
| Турнір Алі Алієва 2016                       | Росія  | вільна боротьба, до 61 кг | Бронза |
| Міжнародний турнір Дінмухамеда Кунаєва 2016  | Росія  | вільна боротьба, до 61 кг | 5      |
| Гран-прі «Іван Яригін» 2017                  | Росія  | вільна боротьба, до 61 кг | 7      |
| Турнір Яшара Догу 2017                       | Росія  | вільна боротьба, до 61 кг | 9      |
| Перлина Македонії 2017                       | Росія  | вільна боротьба, до 61 кг | Бронза |